# Equipe senegalesa na Copa Davis
A equipe senegalesa na Copa Davis representa o Senegal na Copa Davis, principal competição de tênis masculina por equipes do mundo. É administrada pela Fédération Senegalaise de Tennis.